# Zegen
Zegen (女衒 ZEGEN) és una pel·lícula de comèdia negra japonesa de 1987 del director Shohei Imamura. Va ser inscrita al 40è Festival Internacional de Cinema de Canes. La pel·lícula va ser seleccionada com a entrada japonesa per al Millor pel·lícula en llengua estrangera als Premis Oscar de 1987, però no va ser acceptada com a nominada.

## Argument
La pel·lícula explica la història d'Iheiji Muraoka, que va construir bordells per a l'exèrcit japonès.

## Repartiment
- Ken Ogata com Iheiji Muraoka
- Mitsuko Baisho com a Shiho
- Bang-ho Cho com a Komashitai
- Yuki Furutachi
- Shino Ikenami com a Tome
- Kozo Ishii com a Kumai
- Satoko Iwasaki
- Kurenai Kanda com a Otsuno
- Choichiro Kawarazaki com a Kunikura
- Chun Hsiung Ko com a Wang (com a Chun-Hsiung Ko)
- Hiroyuki Konishi com a Uehara
- Mami Kumagaya com a Kino
- Leonard Kuma com a propietari de la botiga
- Norihei Miki com a Tomonaga
- Sanshō Shinsui com a Chota
- Tetta Sugimoto com a Genkichi
- Minori Terada com a Hisamitsu
- Taiji Tonoyama com a Shimada
- Fujio Tsuneta com a Nishiyama
- Kimiko Yoshimiya com a Takeyo